# Summer Phoenix
Summer Joy Phoenix, nata Summer Joy Bottom (Winter Park, 10 dicembre 1978), è un'attrice, modella e stilista statunitense.

## Biografia

### Famiglia
Quinta ed ultima figlia di Arlyn Sharon Dunetz, segretaria, nata nel Bronx (New York) da una famiglia ebraica di origini russe ed ungheresi, e del carpentiere John Lee Bottom, originario di Fontana (in California), di religione cattolica e di origini inglesi, tedesche, francesi, è sorella di Joaquin, Rain, Liberty e River Phoenix, quest'ultimo morto tragicamente nel 1993, all'età di 23 anni.
La famiglia, tuttora nota come la più alternativa e hippie nel mondo del cinema, visse per alcuni anni in Sud America ed i bambini presero parte alla setta Bambini di Dio; quando però i Bottom rimasero profondamente delusi dalla setta religiosa, decisero di uscirne. Si trasferirono poi nuovamente negli Stati Uniti, cambiando legalmente cognome in "Phoenix".

### Carriera cinematografica e teatrale
Summer inizia la sua carriera da bambina, comparendo nelle serie Genitori in blue jeans, Airwolf e La signora in giallo. Dopo il diploma, si laurea alla Tish School of the Arts. Grande appassionata di teatro e cinema, nel 1998 recita in Giovani, pazzi e svitati, Fuori di cresta e The Faculty. Nel 2000, dopo aver recitato da protagonista in Esther Kahn, ruolo che le conferisce notorietà come versatile attrice alternativa, appare in Lui, lei e gli altri, accanto al compagno e futuro marito Casey Affleck, mentre nel 2001 è protagonista femminile di The Believer, accanto a Ryan Gosling.
Il film, oltre a conferirle una più vasta notorietà, le permette una candidatura come miglior attrice all'Independent Spirit Award nel 2002. Recita in moltissime produzioni indipendenti e teatrali, tanto che sarà proprio sul palcoscenico (e mettendo in scena This is Our Youth) che Summer e Casey Affleck intraprendono la loro relazione. Dopo la nascita del primo figlio, nel 2004, Summer abbandona la carriera cinematografica per dedicarsi a nuovi progetti.

## Vita privata
Vegana, come il resto della sua famiglia, nel 1995 il fratello Joaquin le presenta l'amico Casey Affleck, con cui stava girando Da morire. I due diventano amici e nel 2000 intraprendono una relazione. Il 31 maggio del 2004 ad Amsterdam nasce il loro primo figlio, Indiana August. Summer e Casey si sposano il 3 giugno del 2006 a Savannah e nel gennaio 2008 hanno un secondo figlio, Atticus. La coppia si separa amichevolmente ed annuncia il divorzio nel marzo 2016. 

## Filmografia

### Cinema
- Mamma ho acchiappato un russo (Russkies), regia di Rick Rosenthal (1987)
- Girl, regia di Jonathan Kahn (1998)
- Giovani, pazzi e svitati (Can't Hardly Wait) – scene tagliate (1998)
- I Woke Up Early the Day I Died, regia di Aris Iliopulos (1998)
- Fuori di cresta (SLC Punk!), regia di James Merendino (1998)
- The Faculty, regia di Robert Rodríguez (1998)
- Arresting Gena, regia di Hannah Weyer (1998)
- Lui, lei e gli altri, regia di Lisa Krueger (2000)
- Esther Kahn, regia di Arnaud Desplechin (2000)
- Dinner Rush, regia di Bob Giraldi (2000)
- The Believer, regia di Henry Bean (2001)
- Suzie Gold, regia di Ric Cantor (2004)

### Televisione
- Airwolf – serie TV, episodio 2x09 (1984)
- La signora in giallo (Murder, She Wrote) – serie TV, episodio 1x07 (1984)
- Taking It Home, regia di Sam Weisman – film TV (1986)
- Kate's Secret, regia di Arthur Allan Seidelman – film TV (1986)
- Genitori in blue jeans (Growing Pains) – serie TV, episodio 3x06 (1987)
- ABC Weekend Specials – serie TV, episodio 11x03 (1988)
- Still the Beaver – serie TV, episodio 4x14 (1989)
- I misteri della laguna (Swamp Thing) – serie TV, episodio 1x10 (1990)
- E.R. - Medici in prima linea (ER) – serie TV, episodio 4x01 (1997)
- The Laramie Project, regia di Moisés Kaufman – film TV (2002)
- Wasted, regia di Stephen Kay – film TV (2002)